# 1991 en Suisse
Chronologie de la Suisse
- 1987
- 1988
- 1989
- 1990
- 1991
- 1992
- 1993
- 1994
- 1995

## Gouvernement en1erjanvier 1991
- Conseil fédéral[1]:
  - Flavio Cotti (PDC/TI), président de la Confédération
  - René Felber (PSS/NE), vice-président du Conseil fédéral
  - Otto Stich (PSS/SO)
  - Kaspar Villiger (PRD/LU)
  - Adolf Ogi (UDC/BE)
  - Jean-Pascal Delamuraz (PRD/VD)
  - Arnold Koller (PDC/AI)

## Évènements

### Janvier
Vendredi 4 janvier 
- Un train de marchandises déraille en gare de Stein. Sept wagons-citernes transportant de l'essence explosent. Le trafic ferroviaire est interrompu durant une semaine.

 Jeudi 10 janvier 
- Ouverture des festivités du 700e anniversaire de la Confédération à Bellinzone.

 Vendredi 11 janvier 
- Inauguration des Archives littéraires suisses, à la Bibliothèque nationale à Berne.

 Samedi 12 janvier 
- Parution du premier numéro de Agri hebdo, journal agricole résultant de la fusion de Terre romande et d'Agrijournal.

 Samedi 19 janvier 
- Décès à Zurich, à l’âge de 67 ans, de l'écrivain suisse d'origine polonaise André Kaminski.

### Février
Vendredi 1er février 
- Les PTT introduisent la distribution différenciée du courrier. Le courrier rapide à 80 centimes (tarif A) sera acheminé dans les 24 heures et le courrier lent à 50 centimes (tarif B) dans les 48 heures.

 Vendredi 22 février 
- Décès à Zurich, à l’âge de 88 ans, du photographe Walter Läubli.

### Mars
Dimanche 3 mars 
- Votations fédérales. Le peuple approuve, par 981 422 oui (72,7 %) contre 367 641 non (27,3 %), l’arrêté fédéral abaissant à 18 ans l'âge requis pour l'exercice du droit de vote et d'éligibilité.
- Votations fédérales. Le peuple rejette, par 840 374 non (62,9 %) contre 496 645 oui (37,1 %), l'initiative populaire « pour l'encouragement des transports publics ».

 Dimanche 24 mars 
- Élections cantonales à Bâle-Campagne. Eduard Belser (PSS), Hans Fünfschilling (PRD), Peter Schmid (PSS), Andreas Kollreuter (PRD) et Werner Spittler (UDC) sont élus au Conseil d’Etat lors du 1er tour de scrutin.

 Lundi 25 mars 
- Décès à Martigny de Mgr Marcel Lefebvre, fondateur de la Fraternité Saint-Pie-X à Écône.

 Mardi 26 mars 
- Xavier Koller devient le premier cinéaste suisse à obtenir un Oscar à Los Angeles, celui du meilleur film étranger pour le "Voyage de l'Espoir".* Pour la huitième fois de son histoire, le CP Berne devient champion de Suisse de hockey-sur-glace.

### Avril
Mercredi 3 avril 
- Décès à Vevey (VD), à l’âge de 86 ans, du romancier britannique Graham Greene.

 Jeudi 4 avril 
- Décès à Zurich de l’écrivain Max Frisch, âgé de 80 ans.

 Dimanche 7 avril 
- Élections cantonales à Zurich. Eric Honegger (PRD), Hedi Lang (PSS), Hans Hofmann (UDC), Peter Wiederkehr (Alliance des Indépendants), Moritz Leuenberger (PSS), Ernst Homberger (PRD) et Alfred Gilgen (hors-parti) sont élus au Conseil d’État lors du 1er tour de scrutin.

 Mardi 9 avril 
- Mme Sadako Ogata, nouveau Haut-Commissaire des Nations Unies pour les réfugiés, est reçue à Berne par les conseillers fédéraux René Felber et Arnold Koller.

 Dimanche 14 avril 
- Élections cantonales au Tessin. Giuseppe Buffi (PRD), Dick Marty (PRD), Renzo Respini (PDC), Alex Pedrazzini (PDC) et Pietro Martinelli (Parti socialiste unitaire) sont élus au Conseil d’État lors du 1er tour de scrutin.

 Jeudi 18 avril 
- Glissement de terrain entre Randa et Herbriggen, dans la vallée de la Viège. Les trafics routier et ferroviaire sont coupés vers Täsch et Zermatt.

 Vendredi 19 avril 
- À la suite de l’effondrement de la société Omni Holding, du financier Werner K. Rey, l’homme d’affaires Beat Curti reprend le groupe de presse alémanique Jean Frey, éditeur notamment des périodiques Die Weltwoche, Bilanz et Sport.

 Dimanche 21 avril 
- Élections cantonales à Lucerne. Klaus Fellmann (PDC), Josef Egli (PDC), Heinrich Zemp (PDC), Brigitte Mürner-Gilli (PDC), Ulrich Fässler (PRD) et Erwin Muff (PRD) sont élus au Conseil d’État lors du 1er tour de scrutin. Paul Huber (PSS) les rejoint en étant élu tacitement.

 Vendredi 26 avril 
- Migros Vaud et Migros Berne prennent le contrôle de Carrefour Hypermaché SA qui exploite deux centres commerciaux Carrefour à Romanel-sur-Lausanne et à Brügg.

 Dimanche 28 avril 
- Les femmes participent pour la première fois à la Landsgemeinde d'Appenzell Rhodes-Intérieures. Les participants à cette Landsgemeinde repoussent les deux initiatives visant à abolir cette assemblée dans le demi-canton.

 Mardi 30 avril 
- Visite officielle d’Árpád Göncz, président de la République de Hongrie.

### Mai
Jeudi 3 mai 
- Le groupe Zurich Assurances prend le contrôle de La Genevoise Assurances.

 Dimanche 6 mai 
- Inauguration de la Voie Suisse, aménagée dans le cadre du 700e anniversaire de la Confédération.

 Vendredi 10 mai 
- Inauguration à Zurich de l’exposition Heureka, consacrée à la recherche scientifique.

 Samedi 25 mai 
- Inauguration à Lausanne du Métro Ouest, qui relie le centre-ville aux Hautes Écoles et aux communes de l'Ouest lausannois.

 Dimanche 26 mai 
- Décès de l’historien Edgar Bonjour.

 Mercredi 29 mai 
- Henri Schwery, évêque de Sion, est nommé cardinal par le Pape Jean-Paul II.

### Juin
Dimanche 2 juin 
- Votations fédérales. Le peuple rejette, par 790 948 non (54,4 %) contre 664 304 oui (45,6 %), l’arrêté fédéral sur le nouveau régime des finances fédérales.
- Votations fédérales. Le peuple approuve, par 817 428 oui (55,7 %) contre 650 634 non (44,3 %), la modification du Code pénal militaire.

 Vendredi 7 juin 
- Visite officielle du président François Mitterrand à Lugano.
- Vernissage à la Fondation de l'Hermitage à Lausanne, de l’exposition Pierre Bonnard.

 Samedi 8 juin 
- Le FC Grasshopper s’adjuge, pour la vingt-deuxième fois de son histoire, le titre de champion de Suisse de football.

 Jeudi 13 juin 
- Vernissage de l’exposition consacrée au peintre suisse Ferdinand Hodler à la Fondation Pierre Gianadda à Martigny.

 Vendredi 14 juin 
- D'un bout à l'autre du pays, des femmes participent à la grève des femmes pour rappeler que dix ans auparavant, le peuple acceptait l'inscription dans la Constitution fédérale d'un article selon lequel l'homme et la femme sont égaux en droit, et constater que peu de choses avaient changé depuis lors.

 Samedi 22 juin 
- Inauguration du château et futur centre de rencontres Waldegg à Feldbrunnen.

 Dimanche 23 juin 
- Décès à Riaz (FR), à l’âge de 64 ans, du peintre et écrivain Netton Bosson.

 Vendredi 28 juin 
- Le Belge Luc Roosen remporte le Tour de Suisse cycliste.

### Juillet
Jeudi 11 juillet 
- Un incendie ravage la fabrique de papier Tela, à Balsthal, entraînant des dommages pour près de dix millions de francs.

 Lundi 30 juillet 
- Décès à Zurich, à l’âge de 91 ans, de Flora Steiger-Crawford, architecte et sculptrice.

### Août
Samedi 24 août 
- Décès à Cully (VD), à l’âge de 83 ans, de l’écrivain et metteur en scène Geo-H. Blanc.

 Mercredi 28 août 
- Le Conseil fédéral reconnaît la Lettonie, l’Estonie et la Lituanie qui viennent d’accéder à l’indépendance.

 Vendredi 30 août 
- Décès, à Berne, de l’artiste Jean Tinguely.

### Septembre
Lundi 2 septembre 
- Premier numéro du "Journal de Genève et Gazette de Lausanne" qui résulte de la fusion du Journal de Genève et de la Gazette de Lausanne.

 Vendredi 6 septembre 
- Inauguration du Centre interrégional de perfectionnement (formation continue pour adultes) (CIP) à Tramelan.

 Mardi 10 septembre 
- Décès du cinéaste Michel Soutter.

 Mercredi 11 septembre 
- Pour s’affirmer face à Migros et Coop, les magasins d'alimentation Usego, Mon Amigo et Familia annoncent qu'ils prendront les noms de Primo et Vis-à-vis dès 1992.

 Dimanche 22 septembre 
- Le corps électoral de Bâle- Campagne approuve le rattachement du district de Laufon au demi-canton.

 Mardi 24 septembre 
- Sortie du premier numéro du Nouveau Quotidien.

 Lundi 30 septembre 
- Ouverture des XXXIIIe Rencontres internationales de Genève dont le thème est L’Europe retrouvée.

### Octobre
Vendredi 4 octobre 
- Premier numéro hebdomadaire de la Nouvelle Revue de Lausanne qui a paru sous la forme d’un quotidien jusqu’à fin septembre.
- La Commission fédérale des banques gèle les activités de la Caisse d'épargne et de prêts de Thoune (BE) à cause de ses difficultés financières.

 Dimanche 20 octobre 
- Elections au Conseil national. Le (PRD) demeure le plus fort parti politique, avec 20,9 % des suffrages. Il devance le (PSS) (19,0 %), le (PDC)  (17,8 %) et l’(UDC) 11,8 %. Le Parti écologiste obtient 6,4 % des voix. Les partis d’extrême-droite montent en puissance. Le Parti des automobilistes (5,1 % des suffrages) occupera huit sièges dans la Chambre haute, les Démocrates suisses (2,8 %) cinq sièges et la Lega dei Ticinesi deux sièges.

 Mercredi 23 octobre 
- Visite officielle du président italien Francesco Cossiga.

### Novembre
Samedi 2 novembre 
- Parution du premier numéro du quotidien Luzerner Zeitung, né de la fusion du Vaterland et du Luzerner Tagblatt.

 Dimanche 3 novembre 
- Heureka, l'exposition nationale sur la recherche, ferme ses portes à Zurich, après avoir accueilli 950.000 visiteurs en six mois.

 Jeudi 14 novembre 
- Le groupe de presse lausannois Edipresse rachète La Tribune de Genève et prend des participations dans le Nouvelliste et dans Le Démocrate.

 Mardi 19 novembre 
- Décès à Berne, à l’âge de 92 ans, de l’ophtalmologue Hans Goldmann.

### Décembre
Dimanche 8 décembre 
- Élections cantonales à Fribourg. Michel Pittet (PDC), Urs Schwaller (PDC), Augustin Macheret (PDC), Pierre Aeby (PSS), Ruth Lüthi (PSS), Raphaël Rimaz (UDC) et Félicien Morel (Parti social-démocrate) sont élus au Conseil d’État lors du 1er tour de scrutin.